# Costa Esmeralda repülőtér
A Costa Esmeralda (IATA: ECI, ICAO: MNCE) egy nemzetközi repülőtér Nicaraguában Tola közelében. 
Nicaragua Rivas megyéjében található Tola várostól 10 km-re nyugatra. A repülőteret 2015. november 15-én nyitották meg, közel 13 millió dolláros költséggel.
A repülőtér a Csendes-óceán partjától 3 kilométerre a szárazföld belsejében található. A repülőtértől északra és keletre nagy dombok találhatók. A kifutópálya a köztük lévő völgyhöz igazodik. Jelenleg a repülőtér kereskedelmi járatokat üzemeltet Costa Ricából és Managuából, de jelentős számú charter- és magánjáratot is fogadnak a világ minden tájáról. Ez Nicaragua második legforgalmasabb repülőtere.

## Kifutópályák
A repülőtér futópályái:
- 03/21 (1525 m, aszfalt)